# Орлёнок, Вячеслав Владимирович
Вячеслав Владимирович Орлёнок (24 июля 1940, Калининская область, РСФСР — 13 декабря 2016, Калининград, Российская Федерация) — советский и российский учёный, доктор геолого-минералогических наук, профессор, заслуженный деятель науки РФ, декан факультета географии и геоэкологии, профессор кафедры географии, природопользования и пространственного развития БФУ им. И. Канта.

## Биография
В 1963 году окончил Московский государственный университет.
В 1963—1973 гг. научный сотрудник Атлантического отделения Института океанологии АН СССР.
С 1973 г. работал в Калининградском государственном университете: доцент кафедры географии океана, с 1986 г. — профессор, с 1991 по 2011 г. — декан факультета географии и геоэкологии, с 2001 по 2013 г. — заведующий кафедрой физической географии, страноведения и туризма. С 2013 г. — профессор кафедры географии, природопользования и пространственного развития.
Разработал методику расчёта объёмов и мощности вулканов и воды, образовавшихся на Земле, Луне и других планетах. Разработал теорию океанизации Земли в противовес теории тектоники литосферных плит.
Организовал около 30 морских и океанических геолого-геофизических экспедиций.
Главный редактор «Географического атласа Калининградской области» (2002) и атласа «Калининградская область» (2011).
Доктор геолого-минералогических наук (1986, тема диссертации «Петрофизика и условия формирования осадочной толщи Атлантического океана»), профессор (1986). В 1999 году награждён Русским географическим обществом золотой медалью имени Петра Петровича Семёнова-Тян-Шанского.

## Награды и звания
Заслуженный деятель науки Российской Федерации (2001).

## Научные труды
- История океанизации Земли. Калининград: Янтарный сказ, 1998. — 248 с. — ISBN 5-7406-0206-8
- Глобальный вулканизм и океанизация Земли и планет [Текст] : монография / В. В. Орленок ; Российский гос. ун-т им. Иммануила Канта. — Калининград : Изд-во Российского гос. ун-та им. И. Канта, 2010. — 195 с. : табл., цв. ил.; 24 см; ISBN 978-5-9971-0022-3
- География янтарного края России: по курсу Региональная география Калининградской области. Янтарный сказ, 2004 — Всего страниц: 414